# Kontiolahden ampumahiihtokeskus
Koordinaten: 62° 43′ 15″ N, 29° 48′ 56,4″ O
Das Biathlonstadion Kontiolahti (finnisch Kontiolahden ampumahiihtokeskus, auch Stadium Kontiolahti) ist eine Trainings- und Wettkampfstätte für Biathlon und Langlauf in Finnland. Derzeit ist es das einzige Stadion in Finnland, das die nötige Lizenz zur Veranstaltung von Rennen im Rahmen des Biathlon-Weltcups besitzt.

## Daten

### Lage

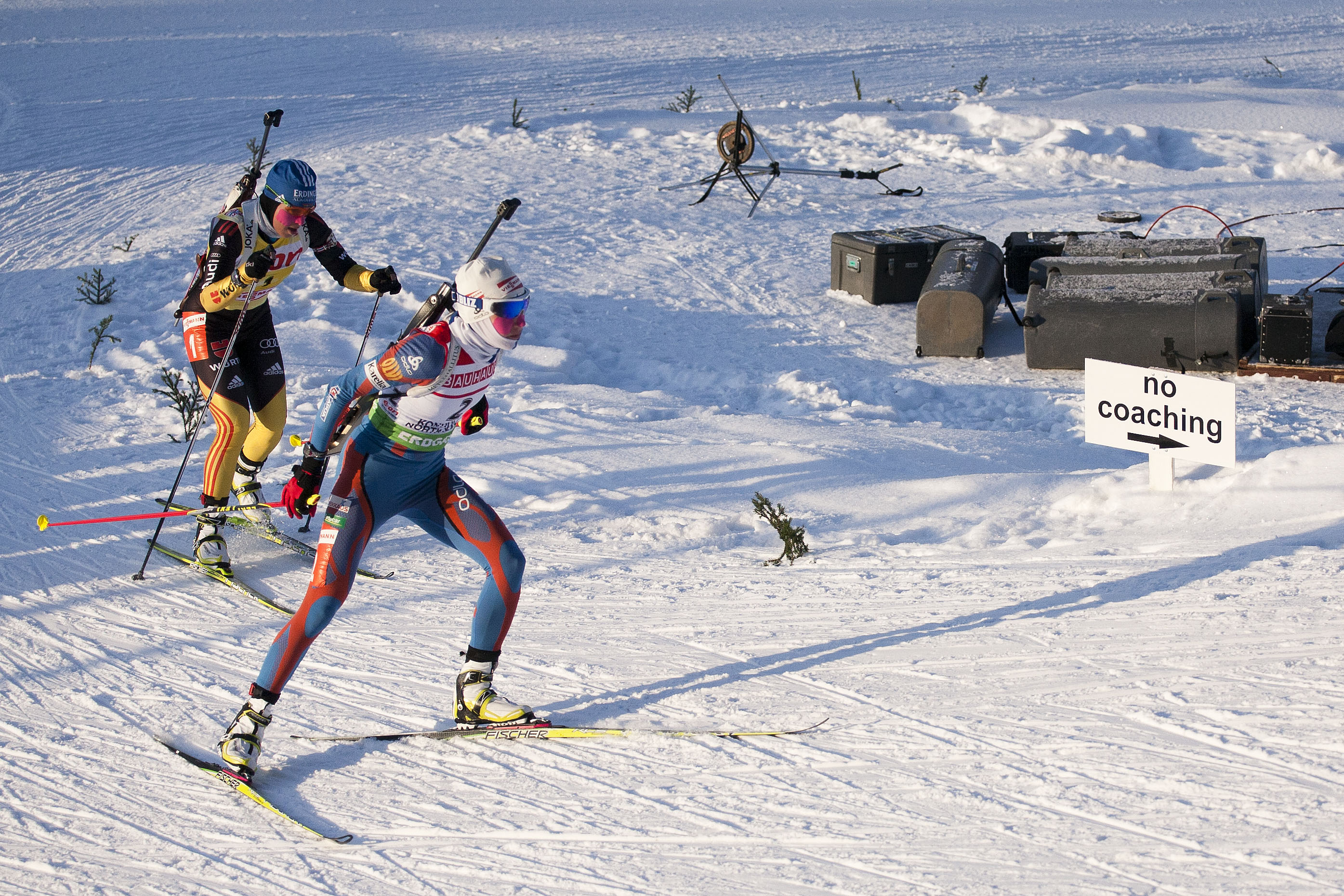
Magdalena Neuner und Kaisa Mäkäräinen im Jahr 2012

Das Stadion befindet sich in der Region Nordkarelien, ca. 20 km nördlich des Verwaltungssitzes Joensuu im Gebiet der Gemeinde Kontiolahti. Stadion und Loipen grenzen an den Höytiäinensee. Das Stadion liegt auf einer Höhe von 120 m, der tiefste Punkt der Loipen liegt auf 88 m und der höchste Punkt auf 128 m.

### Ausstattung
Das Stadion verfügt über eine A-Lizenz, die zur Durchführung von Biathlon-Weltcups sowie Weltmeisterschaften benötigt wird.
Das Hauptgebäude umfasst eine Fläche von 809 m² und bietet unter anderem Platz für das Organisationskomitee sowie offizielle Mitarbeiter der IBU und der Rennleitung. Das Medienzentrum hat eine Grundfläche von 599 m², außerdem gibt es ein zusätzliches Fernsehzentrum mit weiteren 200 m² sowie 3000 m² Stellflächen für die Technik der Fernsehteams. Vor Ort gibt es 21 abgetrennte und belüftete Wachskabinen mit Umkleidekabinen und einer Sauna. Die Kapazität der Wachskabinen kann während Großveranstaltungen durch das Aufstellen von speziellen Containern erweitert werden. Der Schießstand bietet weltcupgerechte 30 Bahnen, die mit 1000 Lux auch bei Dunkelheit nutzbar sind. Die 2012 installierte Flutlichtanlage ermöglicht es auch, Rennen in der Dämmerung oder bei Dunkelheit durchzuführen.
Während der Biathlonveranstaltungen können sich Zuschauer unter anderem im Event Park mit Essen und Getränken versorgen, wo es auch Spiele und Freizeitbeschäftigungen gibt, die unter anderem auf die Bedürfnisse von Kindern zugeschnitten sind.
Das Stadion verfügte zu den Biathlon-Weltmeisterschaften 2015 über 15.000 Steh- und Sitzplätze sowie behindertengerechte Tribünenplätze in Schießstandnähe und weitere 6.000 Stehplätze direkt an der Strecke.

#### Loipenkühlung
Eine Besonderheit sind die gekühlten Langlaufstrecken, deren Temperatur künstlich abgesenkt werden kann. Dies ermöglicht eine längere Nutzung einer Kunstschneeauflage und gewährleistet zudem eine höhere Schneesicherheit. Die Anlage ist seit dem 1. Oktober 2004 in Betrieb und wird immer Anfang Oktober in Betrieb genommen. Zum Einsatz kommt neben frisch produziertem Kunstschnee auch Schnee aus dem Vorjahr, von dem mehrere tausend Kubikmeter in einem Schneedepot den Sommer über gelagert werden und von dem im Herbst noch ca. 60 % zur Verfügung stehen. Die Strecken können außerhalb der festen Trainingszeiten kostenlos von Freizeitsportlern und Profis genutzt werden.

#### Umbau
Für die Biathlon-Weltmeisterschaften 2015 wurden zwischen 2011 und 2014 insgesamt 3,7 Millionen Euro in die Infrastruktur investiert. Dabei wurden Haupt- und Medienzentrum erweitert, die Lichtanlage und die Technik des Schießstandes erneuert, die Flutlichtanlage errichtet, eine Sauna an die Wachs- und Umkleidekabinen angeschlossen sowie die Außenanlagen überarbeitet.

## Strecke

### The Wall
Bekanntester Streckenabschnitt der Loipen ist die „Kontiolahti Wall“ oder auch nur „The Wall“ (engl. für „Die Wand“), einer der steilsten Anstiege im Biathlonweltcup, in etwa auf halber Strecke zwischen Schießstand und der Ziellinie. Besonders auf der letzten Runde verlangt dieser harte Anstieg den Athleten noch einmal alles ab. Viele der guten Langläufer unter den Biathleten können jedoch an Streckenabschnitten wie diesen viel Zeit gutmachen.

### Trivia
Nach ihren ersten Rennen in Kontiolahti in der Saison 2016/17 verabschiedete sich die deutsche Biathletin Maren Hammerschmidt mit den Worten „Bye, bye, fieser Berg“ von der Strecke und insbesondere von „The Wall“.

## Veranstaltungen

### Biathlon

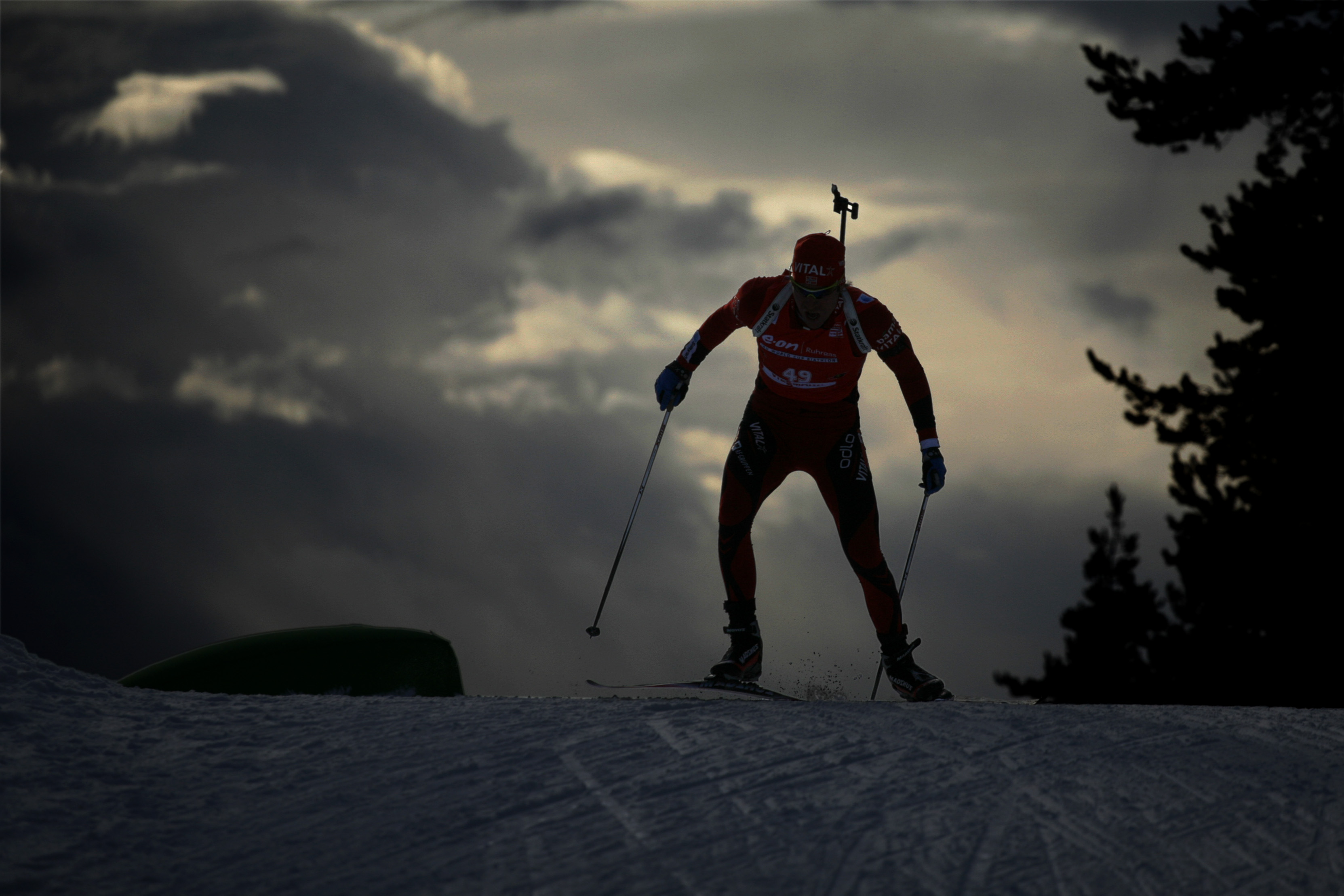
Emil Hegle Svendsen 2010 beim Weltcup in Kontiolahti

Der erste Biathlon-Weltcup wurde 1990 ausgetragen. Es folgten weitere Weltcuprennen 1993, 1997, 2003, 2006, 2007, 2010, 2012, 2014 und 2017. Bis 2007 wurden in Finnland Weltcuprennen auch in Lahti ausgetragen.
Die ersten Biathlon-Weltmeisterschaften in Kontiolahti fanden 1999 statt. Es waren die ersten Weltmeisterschaften, bei denen Massenstartrennen ausgetragen wurden. Während der Weltmeisterschaften herrschten in der Gegend um Kontiolahti so niedrige Temperaturen, dass viele Wettkämpfe verschoben werden mussten. Die deutsche Mannschaft verlegte deshalb während der Titelkämpfe mehrere Trainings in den Skitunnel des in etwa 200 km entfernten Vuokatti. Die Einzel- und Massenstartrennen wurden abgesagt und kurz darauf im Rahmen des Weltcups im norwegischen Oslo am Holmenkollen ausgetragen.
Die Biathlon-Weltmeisterschaften 2015 wurden zu einem späteren Zeitpunkt im Jahr ausgetragen, um nicht erneut wegen der Kälte Wettkämpfe verschieben oder gar absagen zu müssen. 2015 konnten alle Wettkämpfe regulär durchgeführt werden.
Neben Biathlon-Weltcups und Weltmeisterschaften werden in Kontiolahti viele andere Wettkämpfe veranstaltet, wie z. B. Rennen im Rahmen des IBU-Cups, die Biathlon-Europameisterschaften 1994 und 2002, die Biathlon-Juniorenweltmeisterschaften 1996, 2005 sowie 2012, Langlaufwettkämpfe und Rollskiwettkämpfe bzw. Sommerbiathlonwettkämpfe.

### Trainingszentrum
Das Biathlonstadion in Kontiolahti dient das ganze Jahr über auch als Trainingsstätte für finnische Topathleten wie Kaisa Mäkäräinen, Mari Laukkanen oder Laura Toivanen und auch für regionale Sportvereine und Nachwuchssportler.